# Bruzda obręczy

Bruzda obręczy

Bruzda obręczy (łac. sulcus cinguli) – w anatomii człowieka bruzda na powierzchni przyśrodkowej półkuli mózgu, otaczająca od zewnątrz zakręt obręczy. W jej przedłużeniu ku tyłowi występuje bruzda podciemieniowa.